# Agora (groupe)
Pour les articles homonymes, voir Agora (homonymie).
Agora est un groupe de metal progressif mexicain, originaire de Mexico.

## Biographie
Agora est l'un des groupes de metal progressif les plus visibles au Mexique. Le groupe est formé en 1996 dans la ville de Mexico, et se compose initialement de Manuel Vázquez (à la guitare), Eduardo Carrillo (à la batterie) et Alejandro Romero (guitare). En octobre la même année, le groupe ajoute Ismael « Bosch » Cassasola au chant, Hector Barragán (aux claviers) et Pablo Lonngi (basse). Avec cette formation, le groupe fait ses premières représentations et ses premiers enregistrements à Mexico.
En 2000, Agora participe à un hommage au groupe Luzbel en reprenant le titre Pasaporte al infierno. En 2001, ils font paraître leur premier album Segundo Pasado, puis ajoutent Eduardo Contreras à la voix (ex- chanteur de Coda et Tercer Acto). Après quatre ans de concerts, Agora consolide en 2005 son line-up en recrutant Daniel Villarreal (ex-bassiste de metal Elemment) et fait paraître son second album Zona de Silencio, un album qui sera même classé comme l'un des dix meilleurs albums latinos par Rolling Stone México.

## Discographie
- 2001 : Segundo Pasado
- 2005 : Zona de Silencio
- 2008 : Silencio Acústico
- 2011 : Regresa al Vértigo
- 2014 : Vértigo Vivo